# Abd Allah ibn Abd al-Muttalib

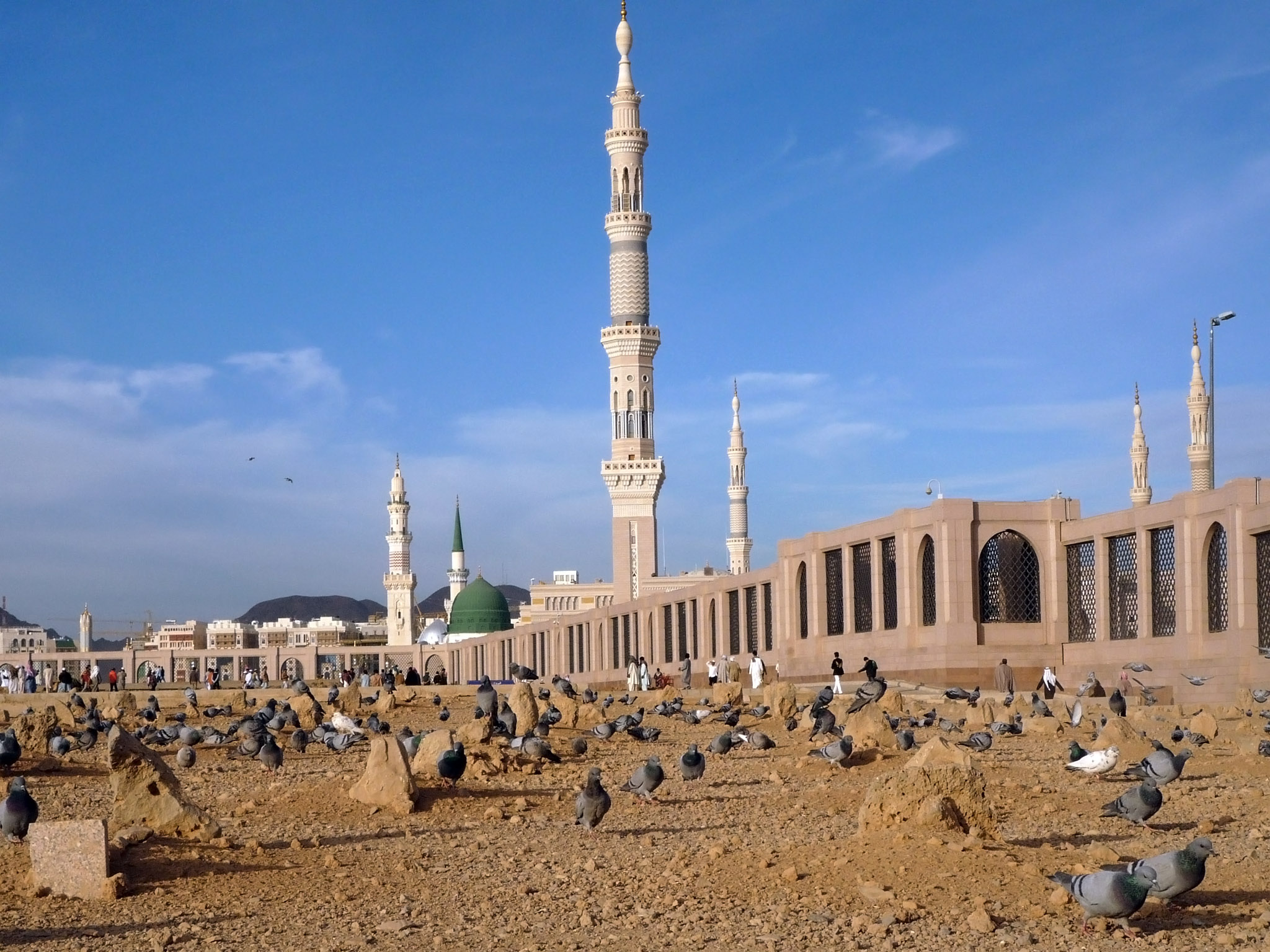
Cmentarz Al-Baki w Medynie, uważany za miejsce spoczynku ojca Mahometa

Abd Allah ibn Abd al-Muttalib (ur. okolo 545 w Mekkce, zm. około 570) – wg muzułmanów, ojciec proroka islamu Mahometa. Kupiec mieszkający w Mekce, prawdopodobnie wówczas nieistniejącej, która pojawia się pierwszy raz w źródłach historycznych dopiero w 741 r.n.e., jednak lokowana w Mezopotamii. Wg wyznawców islamu mąż Aminy bint Wahb. Zmarł podczas podróży karawaną, krótko przed narodzeniem syna.